# Wybory prezydenckie we Francji w 1981 roku

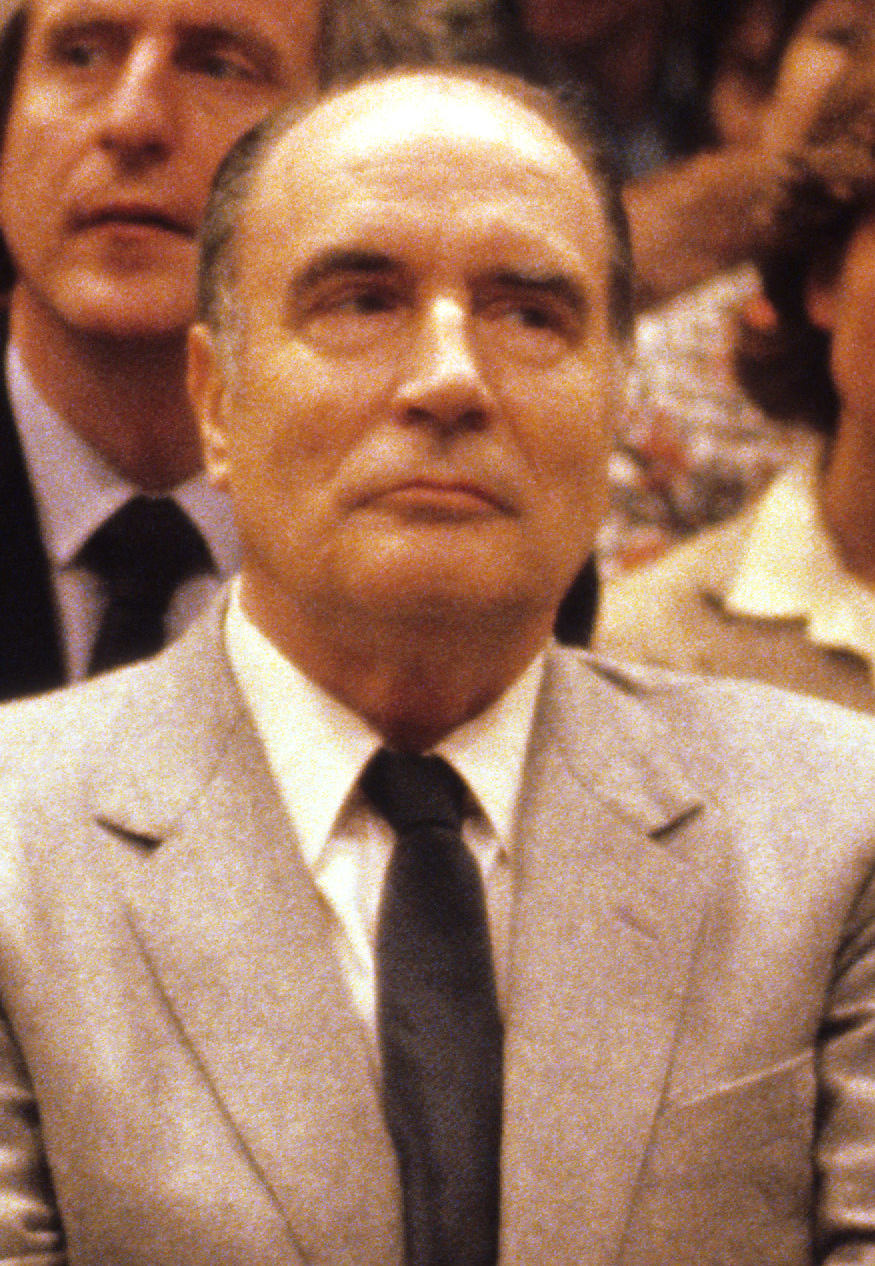
François Mitterrand – Prezydent Republiki Francuskiej w latach 1981–1995

Wybory prezydenckie odbyły się na terytorium Francji i jej zamorskich terytoriów francuskich w dwóch turach. Do drugiej tury przeszli urzędujący prezydent Valéry Giscard d’Estaing z Union pour la démocratie française oraz François Mitterrand z Parti Socialiste. Ostatecznie, w drugiej turze wygrał François Mitterrand, uzyskując 51,76% wszystkich głosów.

## I tura wyborów
Do wyborów wystartowało 10 kandydatów. I tura odbyła się 26 kwietnia 1981 roku.
| Kandydat                 | Partia                                                                    | %      |
| ------------------------ | ------------------------------------------------------------------------- | ------ |
| Valéry Giscard d’Estaing | Union pour la démocratie française (Unia na rzecz Demokracji Francuskiej) | 28,32% |
| François Mitterrand      | Parti socialiste (Partia Socjalistyczna)                                  | 25,85% |
| Jacques Chirac           | Zgromadzenie na rzecz Republiki (Zgromadzenie dla Republiki)              | 18,00% |
| Georges Marchais         | Francuska Partia Komunistyczna (Parti communiste français)                | 15,35% |
| Brice Lalonde            | Mouvement d'écologie politique (Ruch Ekologii Politycznej)                | 3,88%  |
| Arlette Laguiller        | Walka Robotnicza (Lutte ouvrière)                                         | 2,30%  |
| Michel Crépeau           | Mouvement des radicaux de gauche (Ruch Radykałów Lewicowych)              | 2,21%  |
| Michel Debré             |                                                                           | 1,66%  |
| Marie-France Garaud      |                                                                           | 1,33%  |
| Huguette Bouchardeau     | Parti socialiste unifié (Zjednoczona Partia Socjalistyczna)               | 1,11%  |

## II tura wyborów
Odbyła się 10 maja 1981 roku, przeszli do niej Valéry Giscard d’Estaing oraz François Mitterrand.
| Kandydat                 | Partia                                                                    | %      |
| ------------------------ | ------------------------------------------------------------------------- | ------ |
| François Mitterrand      | Parti socialiste (Partia Socjalistyczna)                                  | 51,76% |
| Valéry Giscard d’Estaing | Union pour la démocratie française (Unia na rzecz Demokracji Francuskiej) | 48,24% |